# Lamar Hunt U.S. Open Cup de 2006
A Lamar Hunt U.S. Open Cup de 2006 foi a 93ª temporada da competição futebolística mais antiga dos Estados Unidos. Chicago Fire entra na competição defendendo o título.
O campeão da competição foi o Chicago Fire, conquistando seu quarto título, e o vice campeão foi o Los Angeles Galaxy.

## Participantes
| Entram na Primeira e Segunda Fase | Entram na Primeira e Segunda Fase | Entram na Primeira e Segunda Fase | Entram na Terceira e Quarta Fase |
| USASA 8 Times | PDL 8 Times | USL First/USL Second 7 Times/7 Times | MLS 12 Times |
| USASA - Allied SC - Arizona Sahuaros - Chicago Lightning - Croatian Eagles - Dallas Mustang Legends - Dallas Roma FC - Milford International - Sonoma County Sol | PDL - BYU Cougars - Carolina Dynamo - Cape Cod Crusaders - Des Moines Menace - Laredo Heat - Michigan Bucks - Ogden Outlaws - Virginia Beach Submariners | USL First Division - Atlanta Silverbacks - Charleston Battery - Miami FC - Minnesota Thunder - Portland Timbers - Rochester Raging Rhinos - Seattle Sounders - Virginia Beach Mariners USL Second Division - Charlotte Eagles - Cincinnati Kings - New Hampshire Phantoms - Pittsburgh Riverhounds - Richmond Kickers - Wilmington Hammerheads | - Chicago Fire - C.D. Chivas USA - Colorado Rapids - Columbus Crew - D.C. United - FC Dallas - Houston Dynamo - Kansas City Wizards - Los Angeles Galaxy - New England Revolution - New York Red Bulls - Real Salt Lake |

## Premiação
| Lamar Hunt U.S. Open Cup de 2006 |
| -------------------------------- |
| CHICAGO FIRE Campeão (4º título) |